# Briosne-lès-Sables

Briosne-lès-Sables este o comună în departamentul Sarthe, Franța. În 2009 avea o populație de 505 de locuitori.